# TVyNovelas
Revista TVyNovelas é uma revista mexicana que trata sobre novelas e contém cinco edições, nos Estados Unidos, Porto Rico, Argentina, Chile, Panamá e Colômbia.